# Орава (река)
Орава (слч. Orava) је река у северозападној Словачкој, дуга је 60,3 km. Настаје спајањем Беле Ораве и Црне Ораве која извире у Пољској, а улива се у реку Вах, код насеља Краљовани, у округу Долни Кубин.

## Одлике
Река Орава се налази у региону Орава и једна је од најчистијих река у Словачкој. После много поплава било је неопходно да се гради вештачко језеро који се налази у северном делу земље. Воде река Беле и Црне Ораве се скупља у језеро, па практично река Орава извире из Оравског језера. Језеро је грађено између 1941. и 1953. године, и том приликом неколико села је морало бити поплављено. Са површином од 35,2 km² највеће је језеро у Словачкој. Градови кроз које протиче река су Тврдошин и Долни Кубин.

## Туризам и риболов
На реци и околини је значајан туристички центар. Постоји више врста ресторана, хостела, хотела, аутокампова, спортских објеката, изнајмљивање спортске опреме. Постоје и разне друге могућности, посебно током летње сезоне која почиње средином јуна, а завршава се крајем септембра. На реци је развијен и риболов. У Орави се могу наћи рибе, као што су поточна пастрмка, калифорнијска пастрмка, липљен, младица, клен.

## Галерија
- Река Орава код Оравског замка
- Резервоар реке Ораве
- Код Долног Кубина
- Орава код насеља Оравски Подзамок